# Marimatha tortricodia
Marimatha tortricodia là một loài bướm đêm trong họ Noctuidae.